# オールパルフェ
オールパルフェ（欧字名:All Parfait、2020年4月7日 - ）は、日本の競走馬。2022年のデイリー杯2歳ステークスの勝ち馬である。
馬名の意味は、完全＋無欠（フランス語）。

## 戦績

### 2022年（2歳）
2022年6月4日、東京競馬場5レースの2歳新馬戦（芝1600m）で、鞍上大野拓弥にてデビューし、後に新潟記念を制するノッキングポイントの2着。10月2日、再び大野拓弥とのコンビで中山競馬場の2歳未勝利戦（芝1600m）に出走し、初勝利を収めた。
重賞初挑戦となった11月12日のデイリー杯2歳ステークスも大野が騎乗。レースは好スタートを決めハナに立つと、そのまま先頭を譲ることなくゴール。連勝での重賞初優勝を飾った。リアルスティール産駒、および和田雄二厩舎としても、これが重賞初勝利である。

### 2023年（3歳）
2023年の初戦は3月19日に中山競馬場で行われたスプリングステークスで、鞍上は大野拓弥とのコンビで挑むも7着に敗退した。その後は皐月賞には向かわず、NHKマイルカップに出走し16着と大敗した。以降は古馬勢に交じり短距離のオープン競走を中心に3走したが、いずれも着外に敗れた。

### 2024年（4歳）
4歳初戦は1月8日のカーバンクルステークス14着の後、オープン競走で2走したがいずれも着外に敗れ、5月5日の京都競馬場第11競走・鞍馬ステークスでの13着を最後に、8月31日付でJRAの競走馬登録を抹消され、兵庫県競馬・西脇の石橋満厩舎に移籍した。

## 競走成績
以下の内容は、netkeiba.comおよびJBISサーチの情報に基づく。
| 競走日     | 競馬場 | 競走名                 | 格    | 距離（馬場）  | 頭 数 | 枠 番 | 馬 番 | オッズ （人気） | 着順 | タイム （上り3F） | 着差 | 騎手        | 斤量 [kg] | 1着馬（2着馬）         | 馬体重 [kg] |
| ---------- | ------ | ---------------------- | ----- | ------------- | ----- | ----- | ----- | --------------- | ---- | ----------------- | ---- | ----------- | --------- | ---------------------- | ----------- |
| 2022.06.04 | 東京   | 2歳新馬                |       | 芝1600m（良） | 13    | 1     | 1     | 006.30（3人）   | 02着 | R1:35.8（34.2）   | -0.5 | 0大野拓弥   | 54        | ノッキングポイント     | 462         |
| 0000.10.02 | 中山   | 2歳未勝利              |       | 芝1600m（良） | 14    | 5     | 8     | 001.50（1人）   | 01着 | R1:35.6（34.8）   | -0.4 | 0大野拓弥   | 55        | （フェルドランス）     | 478         |
| 0000.11.12 | 阪神   | デイリー杯2歳S         | GII   | 芝1600m（良） | 10    | 8     | 10    | 005.90（3人）   | 01着 | R1:33.2（34.2）   | -0.1 | 0大野拓弥   | 55        | （ダノンタッチダウン） | 482         |
| 0000.12.18 | 阪神   | 朝日杯FS               | GI    | 芝1600m（良） | 17    | 2     | 3     | 008.00（4人）   | 06着 | R1:34.4（36.6）   | -0.5 | 0大野拓弥   | 55        | ドルチェモア           | 484         |
| 2023.03.19 | 中山   | スプリングS            | GII   | 芝1800m（重） | 16    | 6     | 11    | 008.50（4人）   | 07着 | R1:49.8（37.1）   | -0.9 | 0大野拓弥   | 56        | ベラジオオペラ         | 488         |
| 0000.05.07 | 東京   | NHKマイルC             | GI    | 芝1600m（稍） | 17    | 4     | 7     | 045.5（13人）   | 16着 | R1:36.7（38.2）   | -2.9 | 0大野拓弥   | 57        | シャンパンカラー       | 484         |
| 0000.06.25 | 東京   | パラダイスS            | L     | 芝1400m（良） | 15    | 3     | 5     | 007.10（5人）   | 11着 | R1:21.5（33.9）   | -0.9 | 0大野拓弥   | 54        | ビューティフルデイ     | 484         |
| 0000.11.12 | 東京   | オーロC                | L     | 芝1400m（良） | 18    | 3     | 6     | 017.8（10人）   | 16着 | R1:21.6（35.3）   | -1.0 | 0丸田恭介   | 56        | グランデマーレ         | 502         |
| 0000.12.17 | 中山   | ディセンバーS          | L     | 芝1800m（良） | 13    | 5     | 6     | 029.9（10人）   | 12着 | R1:48.9（36.9）   | -1.1 | 0大野拓弥   | 56        | ロングラン             | 502         |
| 2024.01.08 | 中山   | カーバンクルS          | OP    | 芝1200m（良） | 16    | 8     | 16    | 038.1（11人）   | 14着 | R1:08.3（33.7）   | -0.5 | 0丸田恭介   | 57        | シュバルツカイザー     | 502         |
| 0000.04.07 | 福島   | モルガナイトS          | OP    | 芝1200m（良） | 16    | 4     | 8     | 044.7（10人）   | 08着 | R1:08.3（34.6）   | -0.6 | 0丸田恭介   | 57        | アサカラキング         | 498         |
| 0000.05.05 | 京都   | 鞍馬S                  | OP    | 芝1200m（良） | 13    | 7     | 11    | 040.7（11人）   | 13着 | R1:08.5（34.0）   | -1.6 | 0松若風馬   | 57        | ジャスティンスカイ     | 494         |
| 2025.01.30 | 姫路   | 兵庫ウインターC        | 重賞I | ダ1400m（良） | 12    | 7     | 10    | 053.30（9人）   | 09着 | R1:31.8（39.6）   | -1.0 | 0山本咲希到 | 56        | スペシャルエックス     | 509         |
| 0000.02.26 | 姫路   | ひょうご雪姫ポーク特別 | A1    | ダ1500m（良） | 8     | 2     | 2     | 006.10（3人）   | 03着 | R1:38.9（39.6）   | -0.3 | 0山本咲希到 | 57        | スマートラプター       | 502         |
| 0000.03.27 | 園田   | ひめたんお誕生日記念   | A1A2  | ダ1400m（良） | 12    | 8     | 12    | 011.90（6人）   | 05着 | R1:30.0（38.9）   | -0.6 | 0山本咲希到 | 56        | フクノユリディズ       | 489         |
| 0000.04.24 | 園田   | 春風駘蕩特別           | A1A2  | ダ1700m（稍） | 9     | 4     | 4     | 011.60（6人）   | 08着 | R1:54.7（41.8）   | -2.5 | 0山本咲希到 | 57        | フラフ                 | 495         |

- 競走成績は2025年4月24日現在

## 血統表
| オールパルフェの血統          | オールパルフェの血統                                                      | オールパルフェの血統                                                      | （血統表の出典）                                                          | （血統表の出典）    |
| 父系                          | サンデーサイレンス系                                                      | サンデーサイレンス系                                                      | サンデーサイレンス系                                                      | [ § 2 ]             |
| 父 リアルスティール 2012 鹿毛 | 父の父ディープインパクト 2002 鹿毛                                        | *サンデーサイレンス                                                       | Halo                                                                      | Halo                |
| 父 リアルスティール 2012 鹿毛 | 父の父ディープインパクト 2002 鹿毛                                        | *サンデーサイレンス                                                       | Wishing Well                                                              |                     |
| 父 リアルスティール 2012 鹿毛 | 父の父ディープインパクト 2002 鹿毛                                        | *ウインドインハーヘア                                                     | Alzao                                                                     | Alzao               |
| 父 リアルスティール 2012 鹿毛 | 父の父ディープインパクト 2002 鹿毛                                        | *ウインドインハーヘア                                                     | Burghclere                                                                |                     |
| 父 リアルスティール 2012 鹿毛 | 父の母*ラヴズオンリーミー Loves Only Me 2006 鹿毛                         | Storm Cat                                                                 | Storm Bird                                                                | Storm Bird          |
| 父 リアルスティール 2012 鹿毛 | 父の母*ラヴズオンリーミー Loves Only Me 2006 鹿毛                         | Storm Cat                                                                 | Terlingua                                                                 |                     |
| 父 リアルスティール 2012 鹿毛 | 父の母*ラヴズオンリーミー Loves Only Me 2006 鹿毛                         | Monevassia                                                                | Mr.Prospector                                                             | Mr.Prospector       |
| 父 リアルスティール 2012 鹿毛 | 父の母*ラヴズオンリーミー Loves Only Me 2006 鹿毛                         | Monevassia                                                                | Miesque                                                                   |                     |
| 母 クイーングラス 2015 鹿毛   | 母の父ルーラーシップ 2007 鹿毛                                            | キングカメハメハ                                                          | Kingmambo                                                                 | Kingmambo           |
| 母 クイーングラス 2015 鹿毛   | 母の父ルーラーシップ 2007 鹿毛                                            | キングカメハメハ                                                          | *マンファス                                                               |                     |
| 母 クイーングラス 2015 鹿毛   | 母の父ルーラーシップ 2007 鹿毛                                            | エアグルーヴ                                                              | *トニービン                                                               | *トニービン         |
| 母 クイーングラス 2015 鹿毛   | 母の父ルーラーシップ 2007 鹿毛                                            | エアグルーヴ                                                              | ダイナカール                                                              |                     |
| 母 クイーングラス 2015 鹿毛   | 母の母パイクスピーク 2008 鹿毛                                            | アグネスタキオン                                                          | *サンデーサイレンス                                                       | *サンデーサイレンス |
| 母 クイーングラス 2015 鹿毛   | 母の母パイクスピーク 2008 鹿毛                                            | アグネスタキオン                                                          | アグネスフローラ                                                          |                     |
| 母 クイーングラス 2015 鹿毛   | 母の母パイクスピーク 2008 鹿毛                                            | *アルヴァーダ                                                             | Hernando                                                                  | Hernando            |
| 母 クイーングラス 2015 鹿毛   | 母の母パイクスピーク 2008 鹿毛                                            | *アルヴァーダ                                                             | Lalindi                                                                   |                     |
| 母系(F-No.)                   | アルヴァーダ(GB)系(FN:7-a)                                                | アルヴァーダ(GB)系(FN:7-a)                                                | アルヴァーダ(GB)系(FN:7-a)                                                | [ § 3 ]             |
| 5代内の近親交配               | Monevassia、Kingmambo 3 × 4 = 18.75％、サンデーサイレンス 3 × 4 = 18.75％ | Monevassia、Kingmambo 3 × 4 = 18.75％、サンデーサイレンス 3 × 4 = 18.75％ | Monevassia、Kingmambo 3 × 4 = 18.75％、サンデーサイレンス 3 × 4 = 18.75％ | [ § 4 ]             |
| 出典                          | 1. 2. 3. 4.                                                               | 1. 2. 3. 4.                                                               | 1. 2. 3. 4.                                                               | 1. 2. 3. 4.         |